# Manulea augei
Manulea augei är en flenörtsväxtart som först beskrevs av William Philip Hiern, och fick sitt nu gällande namn av O.M. Hilliard. Manulea augei ingår i släktet Manulea och familjen flenörtsväxter. Inga underarter finns listade i Catalogue of Life.